# Pizza
La pizza è un prodotto gastronomico della cucina italiana costituito da una base lievitata ricavata da un impasto di farina e acqua condita con vari ingredienti e cotta ad alta temperatura, tradizionalmente in un forno a legna.
Il termine, nato nell'Italia meridionale con varie sfumature di significato, si è diffuso in tutto il paese con diverse grafie regionali, come confermano, ad esempio, la pinza (Veneto) o la pitta (Calabria). La versione più conosciuta della pizza è però quella napoletana che, nel diciannovesimo secolo, grazie agli imprenditori partenopei, si impose scalzando le altre versioni. Ad essa venne riconosciuto il marchio STG nel 2004; nel 2017 venne riconosciuta patrimonio orale e immateriale dell'umanità UNESCO.
Prodotto d'eccellenza della cucina italiana, la pizza è l’alimento più mangiato al mondo dopo il riso, seguito dalla pasta. Inoltre "pizza" è la parola italiana più famosa al mondo, seguita dalla forma di saluto "ciao".

## Etimologia

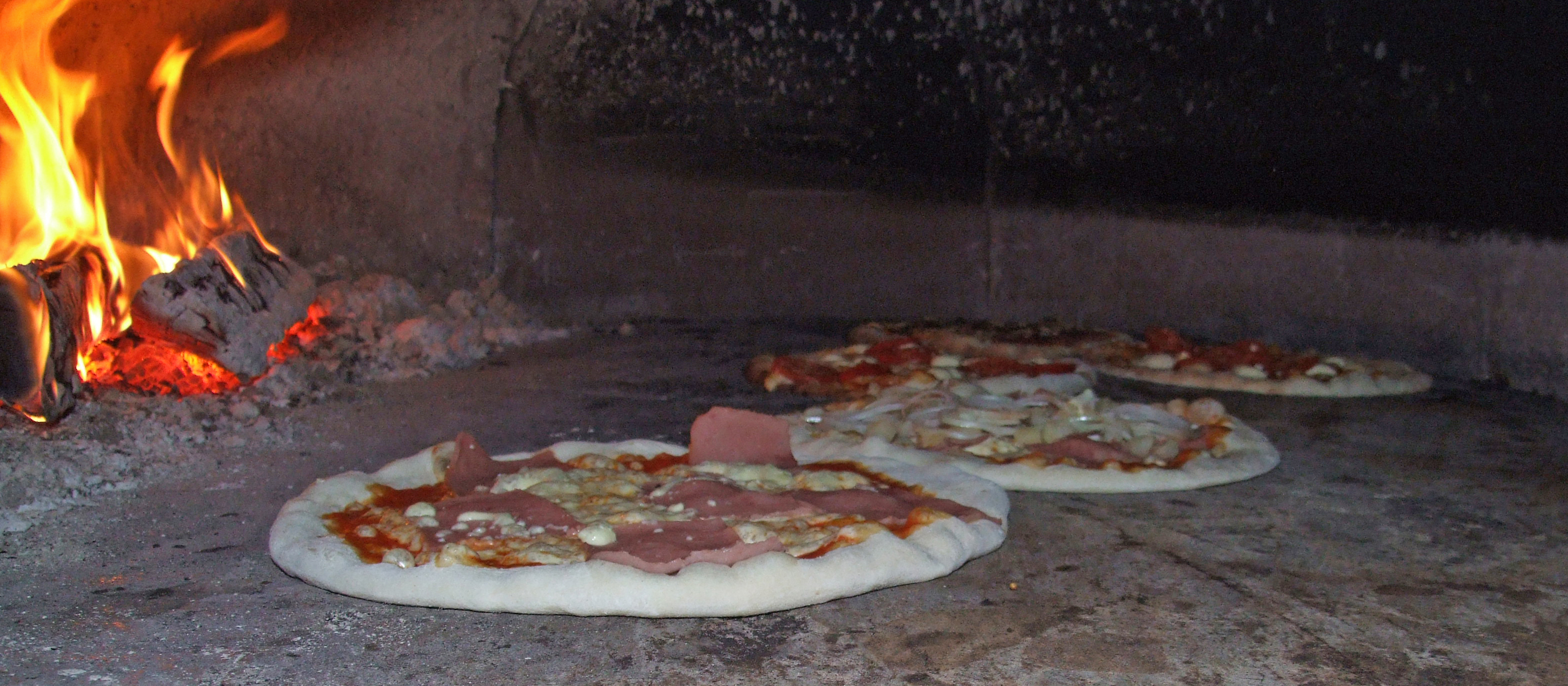
Pizze appena infornate in un forno a legna

La pizza ha una storia lunga, complessa e incerta. In assoluto, le prime attestazioni scritte della parola "pizza" risalgono al latino volgare della città di Gaeta nel 997. Un successivo documento, scritto su pergamena d'agnello, di locazione di alcuni terreni e datato sul retro 31 gennaio 1201 presente presso la biblioteca della diocesi di Sulmona-Valva, riporta la parola "pizzas" ripetuta due volte. Già comunque nell'antichità focacce schiacciate, lievitate e no, erano diffuse presso gli Egizi e i Romani (offa).
Con il nome pizza, praticamente ignoto al di là della cinta urbana napoletana, ancora nel XVIII secolo, si indicavano le torte, quasi sempre dolci, utilizzo questo che sopravvive ancora oggi in alcuni dolci tradizionali dell'Italia centro-meridionale (esempi sono la Pizza di Beridde, nella cucina giudaico-romanesca oppure la Pizza a sette sfoglie di Cerignola nella cucina pugliese) e attestato nel ricettario di Pellegrino Artusi. L'etimologia del sostantivo pizza (che non è necessariamente legata all'origine del prodotto) è dibattuta. Esistono varie ipotesi, tra cui la derivazione da pizzo e questo, a sua volta, da un'onomatopea p... zz associata all'idea di "punta". Altre ipotesi sono che derivi da picea (placenta) come calco del greco antico πίττα, pítta nel senso di "pece". Si è pensato anche a una derivazione dal germanico (longobardo o gotico) dell'alto tedesco d'Italia bĭzzo-pĭzzo (da cui anche in tedesco Bissen: "boccone", "pezzo di pane", "tozzo di focaccia").
La diffusa presenza, ancora oggi, in area mediterranea e balcanica del termine pita, induce alcuni studiosi a cercare l'etimologia nel greco πίτα, píta. Infatti dal termine pita deriverebbero anche numerosi altri nomi di piatti dell'area mediterranea, tutti simili a pani sottili e/o focacce: la pita greca, la pida (o pide) turca, la piadina romagnola (chiamata anche con nomi simili, tra cui piada, pieda, pida), le calabresi pitta e lestopitta. Una delle ipotesi più diffuse ritiene che l'antico termine volgare pita (o pitta) si sia modificato in pizza nel Medioevo sotto l'influenza della lingua longobarda, in cui è attestato il fenomeno fonetico del passaggio dalle dentali al suono sordo della zeta. Questa ipotesi trova riscontro nella registrazione di questo fenomeno nei territori degli antichi Ducati di Spoleto e di Benevento.
Franco Fanciullo e Pierpaolo Fornaro hanno proposto che pizza possa derivare dal greco antico: ἀπίκια?, apíkia (in latino *apīcia) "focaccia all'Apicio", dal nome dell'autore latino di ricette di cucina.
Nel 2007 gli studiosi Mario Alinei ed Ephraim Nissan hanno proposto un'etimologia semitica.

## Storia
Il napoletano Raffaele Esposito viene spesso indicato come il padre della pizza moderna. Nel medesimo secolo, grazie agli imprenditori di Napoli, la pizza napoletana divenne la versione più conosciuta adombrando le altre versioni del piatto. Il successo planetario della versione napoletana della pietanza ha portato, per estensione, a definire nello stesso modo qualsiasi preparazione analoga.

## Tipologia per preparazione
Nel sentire comune, spesso, ci si riferisce con questo termine alla pizza tonda condita con pomodoro e mozzarella, ossia la variante più conosciuta della cosiddetta pizza napoletana, la pizza Margherita. Esiste, del resto, anche un significato più ampio del termine "pizza". Infatti, trattandosi in ultima analisi di una particolare specie di pane o focaccia, la pizza si presenta in innumerevoli derivazioni e varianti, cambiando nome e caratteristiche a seconda delle diverse tradizioni locali.

### Pizza tonda

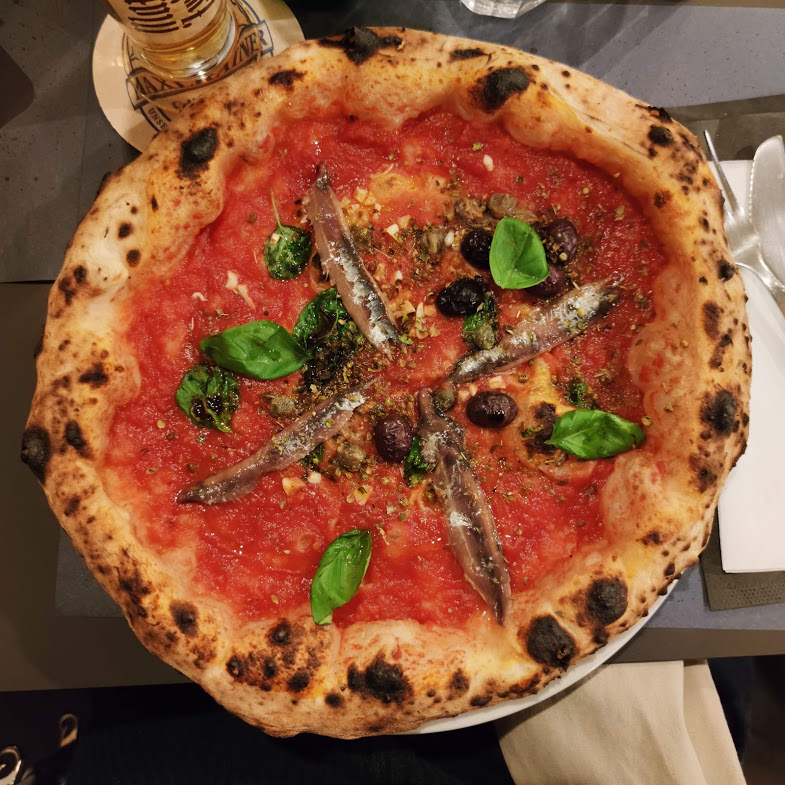
Pizza tonda

Per la pizza tonda l'impasto di farina, acqua, lievito, sale ed eventualmente olio, previamente fatto lievitare in un impasto intero e poi suddiviso in monoporzioni (panetti o panielli), viene steso in forma di disco, variamente condito e cotto a contatto del piano rovente di un forno. Ci sono tre tipi di pizza tonda in Italia, la pizza classica all’italiana, la pizza tonda romana e la pizza napoletana. Tipica in diverse cucine regionali italiane, è divenuta famosa come specialità della cucina napoletana. La città di Napoli ha svolto infatti un ruolo importantissimo nella storia della pizza, creando ed esportando questa specialità che è ora la più diffusa nel mondo (vedi sezione Dove si mangia la pizza). Per questo motivo si usa ancora l'espressione "pizza napoletana" come sinonimo di "pizza tonda" anche se le sue caratteristiche sono spesso diverse rispetto a quelle della tradizione partenopea.
Soprattutto fuori dall'Italia invece della pasta di pane si usano spesso impasti più grassi e talvolta anche dolci; il condimento è sempre abbondante e varia notevolmente a seconda delle abitudini locali. La stesura dell'impasto in forma di disco può avvenire con l'uso del mattarello oppure, preferibilmente come la tradizione vuole, a mano girando e tirando le palline lievitate d'impasto sopra un piano di lavoro o con evoluzioni aeree. Specialisti di quest'ultimo metodo sono i pizzaioli acrobatici.

### Pizza al taglio

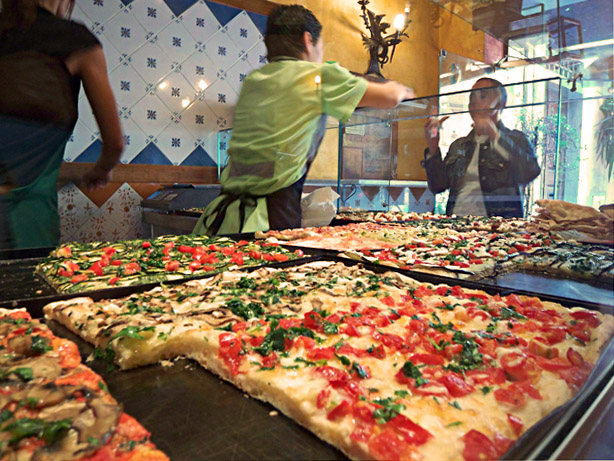
Pizza al taglio o in teglia

Per la pizza al taglio o pizza in teglia la pasta lievitata viene stesa, condita e cotta in grandi teglie di metallo tonde o rettangolari e poi messa in mostra per essere venduta a peso a scelta del cliente o, in casa, consumata a tranci. La vendita di questa varietà di pizza è diffusa, oltre che nelle pizzerie al taglio vere e proprie, anche nei panifici.
Poiché la pizza in teglia deve essere tenuta in mostra ed eventualmente riscaldata necessita dell'utilizzo di impasti molto acquosi che pure in queste condizioni non si secchino ma diano il massimo del gusto. A tal fine vengono usate farine forti, procedimenti di rigenerazione o soda in polvere che permettono di aggiungere agli impasti una maggiore percentuale di acqua.

### Pizza alla pala

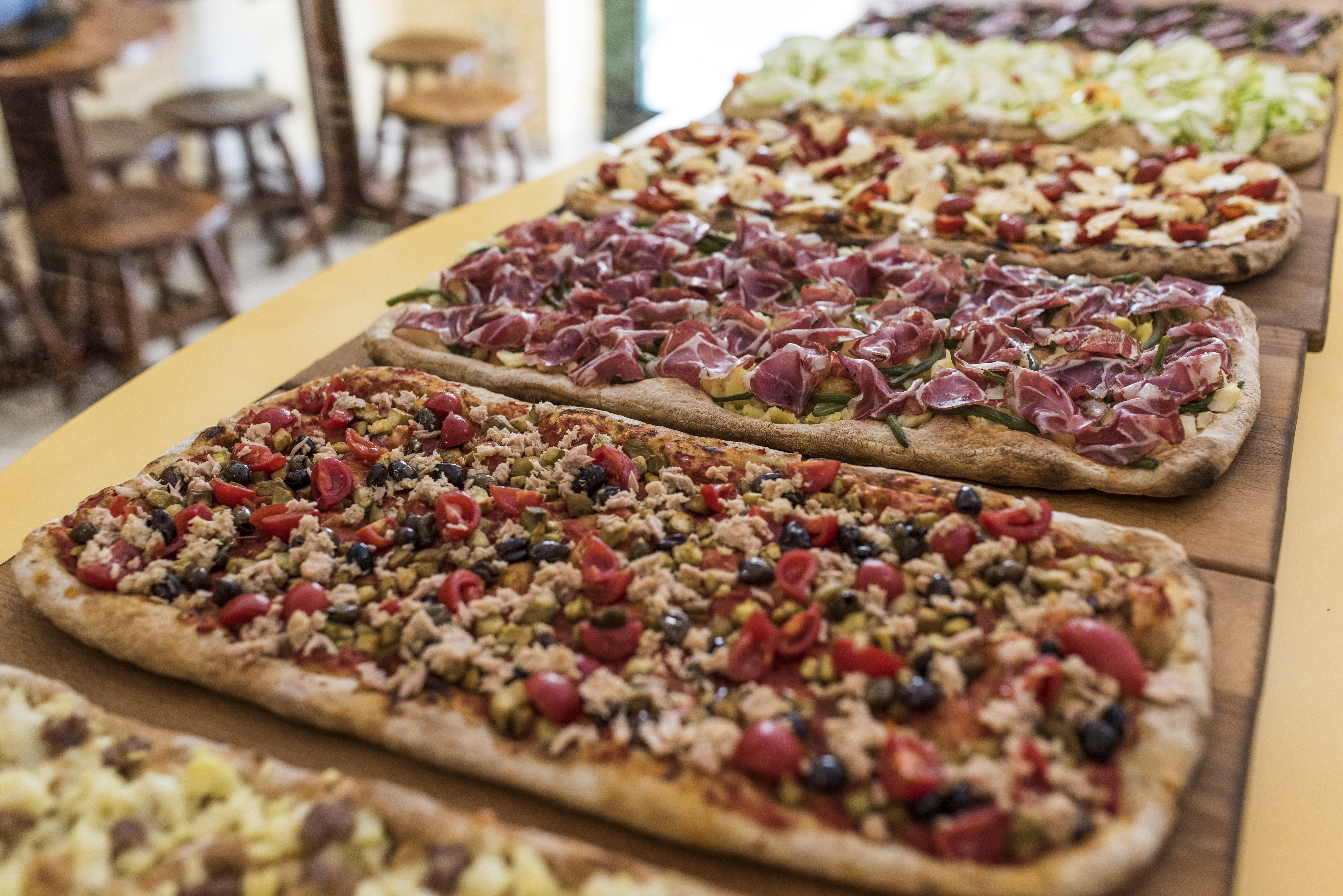
Banco di una pizzeria che vende pizza alla pala

La pizza alla pala, come la pizza in teglia, è una pizza di grandi dimensioni messa in mostra e venduta a peso ma la sua cottura avviene, analogamente alla pizza tonda, direttamente sul piano del forno.

### Pizza al metro
Variante della pizza alla pala, di cui ne condivide aspetto e forma, che viene ordinata generalmente da asporto non a peso, bensì a lunghezza. Fu proposta per la prima volta in penisola sorrentina nei primi anni cinquanta del Novecento.

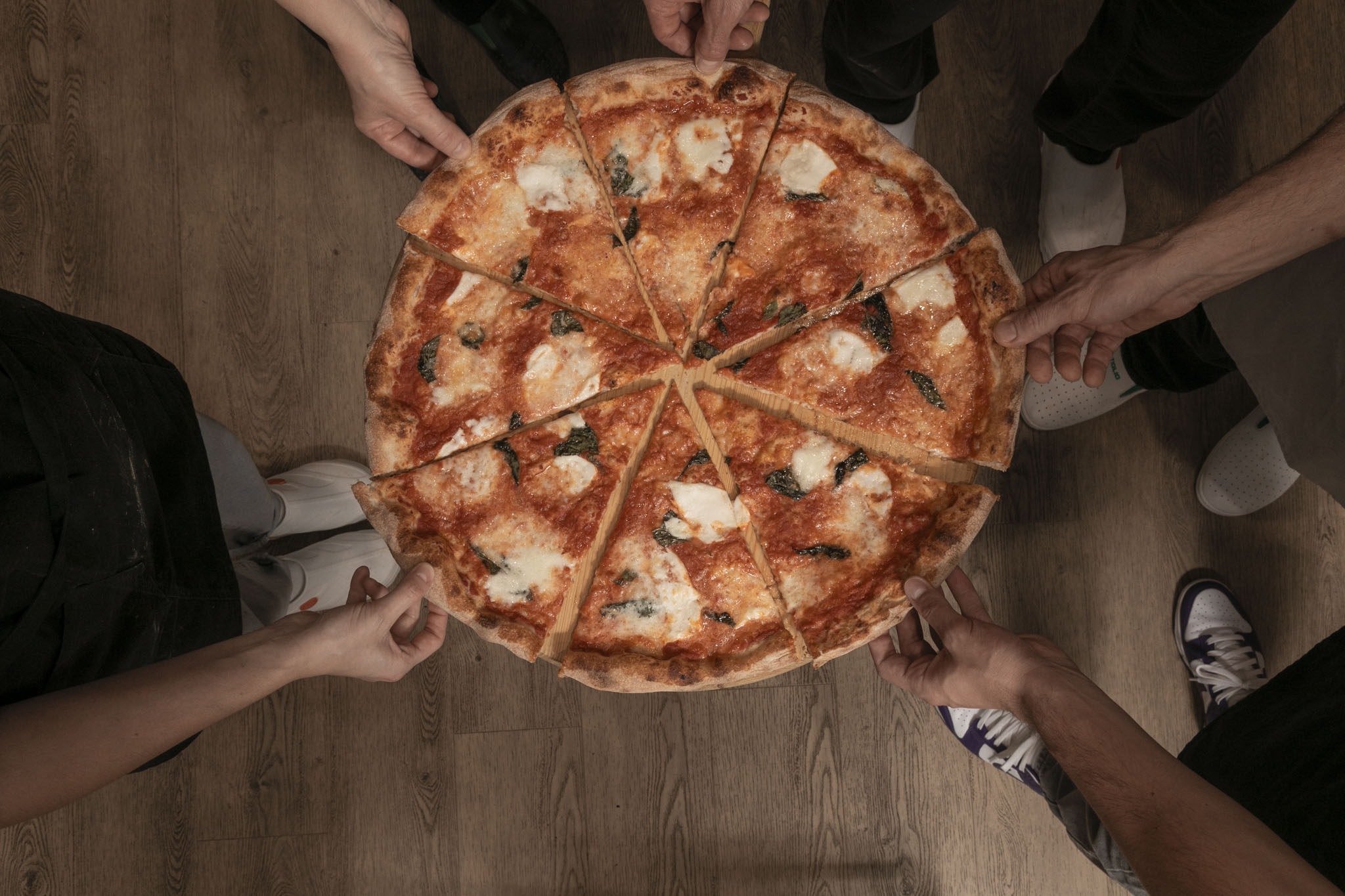
Foto di una pizza maxi all'italiana da 50 cm

## Tipologia per origine geografica

### Pizza napoletana

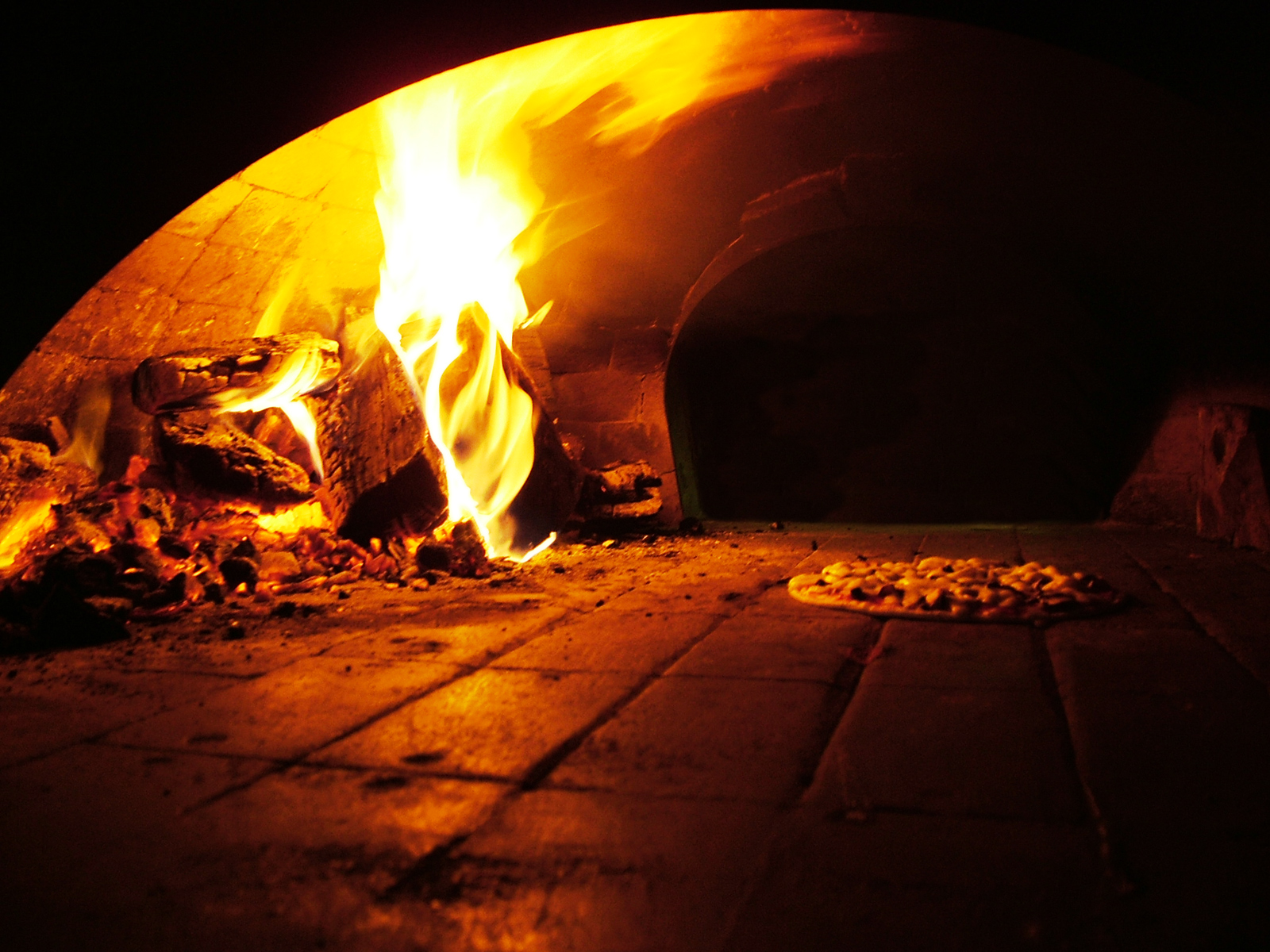
Un forno a legna. Tipica e unica modalità di cottura della pizza napoletana e siciliana.

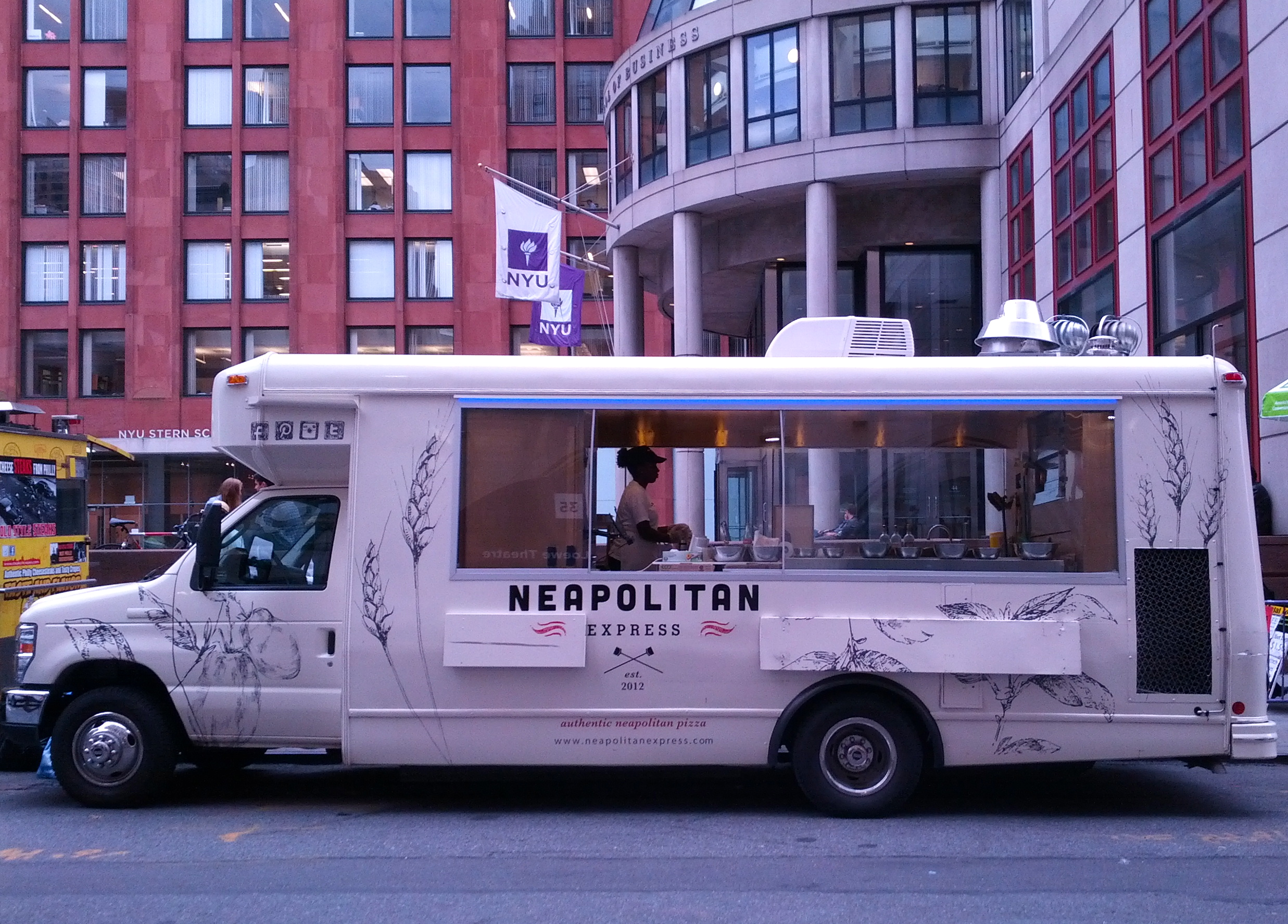
Food truck a New York - interamente alimentato da fonti alternative di energia - che vende pizze napoletane

La lavorazione e gli ingredienti della pizza napoletana artigianale sono definiti nella norma UNI 10791:98.
La pizza napoletana è l'unico tipo di pizza italiano riconosciuto in ambito nazionale ed europeo. Dal 4 febbraio 2010, infatti, è ufficialmente riconosciuta come specialità tradizionale garantita dell'Unione europea.
Essa si presenta come una pizza tonda dalla pasta morbida e dai bordi alti (cornicione). Tale rigonfiamento del cornicione è dovuto all'aria, che durante la fase di manipolazione del panetto si sposta dal centro verso l'esterno. Nell'impasto classico napoletano non è ammesso nessun tipo di grasso. Soltanto acqua, farina, lievito (di birra o naturale) e sale. Nella più stretta tradizione prevede solo due varianti per quanto riguarda il condimento:
- Pizza marinara: con pomodoro, aglio, origano e olio extravergine di oliva.
- Pizza Margherita: con pomodoro, mozzarella STG a listelli, mozzarella di bufala campana DOP a cubetti o fior di latte, basilico e olio extravergine di oliva. Questa pizza che ha i colori della bandiera italiana (bianco la mozzarella, rosso il pomodoro e verde il basilico) venne così denominata in omaggio alla regina Margherita di Savoia in occasione della sua visita a Napoli (tale episodio è oggi considerato da vari studiosi un falso storico).[29]

La cottura della pizza napoletana, infine, avviene sempre ed esclusivamente tramite l'utilizzo del forno a legna e mai quindi utilizzando altri modi di cottura come per esempio il forno elettrico. Oggi la pizza napoletana è uno dei piatti più diffusi al mondo ed è presente in quasi tutti i ristoranti e locali di cucina italiana all'estero con il nome pizza napoletana o pizza Napoli.

### Pizza siciliana

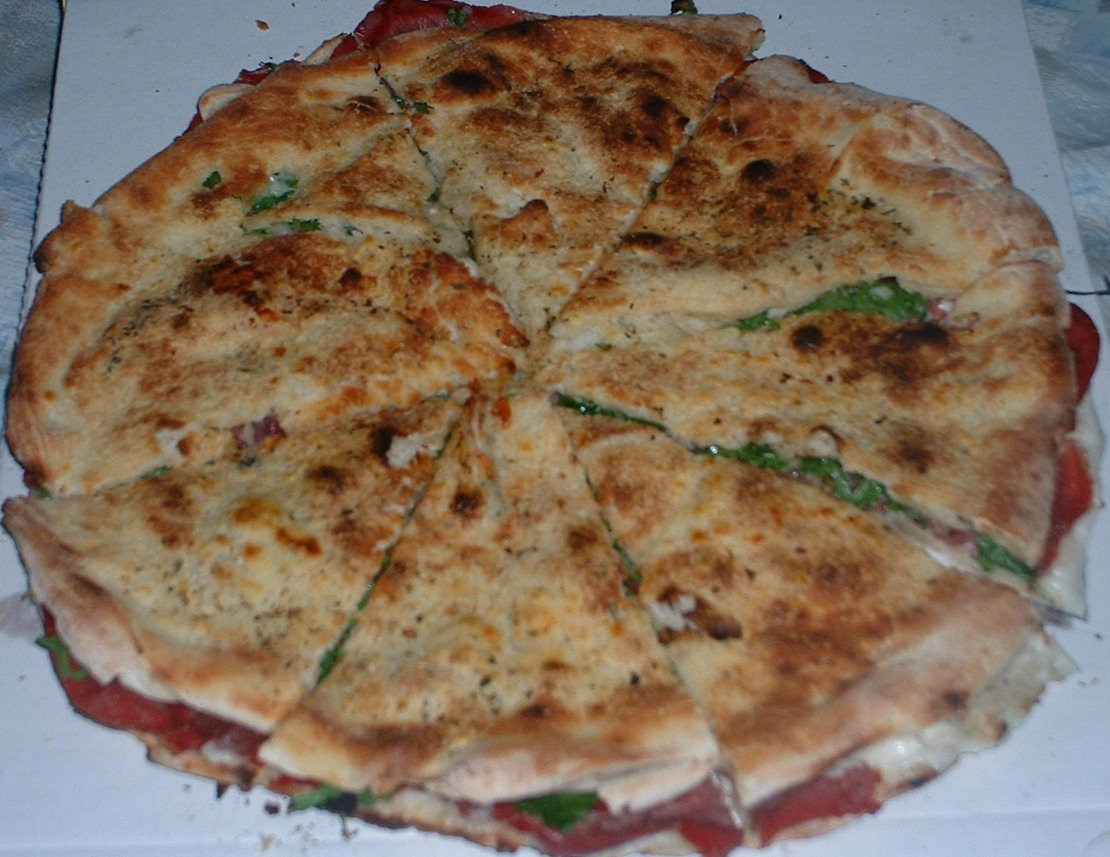
Il pizzòlu di Solarino e Sortino

In Sicilia vi sono diverse varianti collegate alla tradizione culinaria rurale che si differenziano anche molto dalla pizza vera e propria. A Palermo è diffuso "u sfinciuni" (lo sfincione), una focaccia morbida con pangrattato, cipolla, caciocavallo e strattu ossia conserva di pomodoro essiccata al sole. A Catania è diffuso l'uso quotidiano della scacciata, in origine, nel XVIII secolo e solo nel periodo natalizio formata da un primo strato di impasto, tuma, olive e acciughe sotto sale dissalate oppure nella versione alla paesana con patate, salsiccia, friggitelli, pepe nero, pomodoro e tuma. In entrambi i casi si chiude con un secondo strato di impasto e infornata dopo una spennellata di uovo. Sempre nel catanese, in particolare nell'area etnea (Viagrande e Zafferana Etnea), si trova la tipica siciliana, un calzone fritto a pasta morbida con ripieno di formaggio, acciughe dissalate, funghi porcini, olive e altri ingredienti. Nel siracusano, specialmente nei comuni di Solarino e di Sortino, si può gustare il pizzolo, una sorta di pizza tonda farcita e chiusa da uno strato superficiale condito con origano, peperoncino e parmigiano o grana grattugiato, mentre nella versione dolce solitamente si utilizzano la crema o la granella di pistacchio, la Nutella e soprattutto il miele di Sortino. Nel messinese, principalmente a Messina, viene prodotto il tradizionale piduni, piccolo calzone fritto o al forno ripieno di verdure, il quale condivide i suoi ingredienti con la focaccia alla messinese, la quale viene tradizionalmente preparata in teglia con verdure, formaggio, pomodoro e acciughe salate. Nel ragusano, in particolare tra Modica e Ragusa, si prepara la focaccia, detta anche scaccia.

### Pizza romana
La pizza romana è di forma tonda, preparata con una pasta molto sottile e croccante. L'impasto viene prodotto con farina di grano tenero, tipo 0 o 00, acqua, lievito di birra (oppure lievito naturale), olio extravergine d'oliva (oppure olio di semi, per ottenere una maggior croccantezza) e sale, in proporzioni tali che risulti duro e consistente, tanto da rendere spesso necessaria la stesura con il mattarello. Diffusasi a partire da Roma solo dal secondo dopoguerra, si chiama Napoli la variante con condimento di pomodoro, mozzarella e alici. I libri di cucina tradizionale romana sembrerebbero avvalorare che la variante con le acciughe dissalate sia un'usanza propria della capitale; la pizza romana, secondo gli stessi ricettari, dovrebbe far uso anche di basilico sminuzzato, pecorino e pepe.
Una particolare specialità romana è la cosiddetta "pizza bianca", che si presenta come una specie di focaccia senza condimento oltre a sale e olio, ma che può essere farcita a piacimento.

#### Pinsa
La pizza romana non va confusa con la cosiddetta "pinsa", una focaccia farcita che gode di una certa notorietà nella capitale. A dispetto di ciò che si tende a credere, tale piatto non ha antiche origini e la stessa denominazione è un neologismo, oltre che un marchio registrato dal 2001.

### Pizza genovese
La pizza genovese è una pizza in teglia dalla pasta piuttosto alta e morbida, prodotta con farina di grano tenero, acqua, sale, lievito di birra e, talvolta, un po' di latte. Dopo la lievitazione viene stesa con le mani direttamente nella teglia e cotta in forno, preferibilmente a legna. Deriva dalla focaccia genovese.

### Pizza pisana
La pizza pisana è una pizza in teglia rotonda con pasta di medio spessore, condita con grana grattugiato o mozzarella, acciughe e capperi. Solitamente la pizza viene consumata come cibo di strada in combinazione con la cecina: un quarto di pizza viene piegato e al suo interno viene inserita la cecina. La pizza è disponibile principalmente nelle pizzerie storiche di Pisa e provincia e nelle province di Lucca e di Livorno.

### Pizza marchigiana

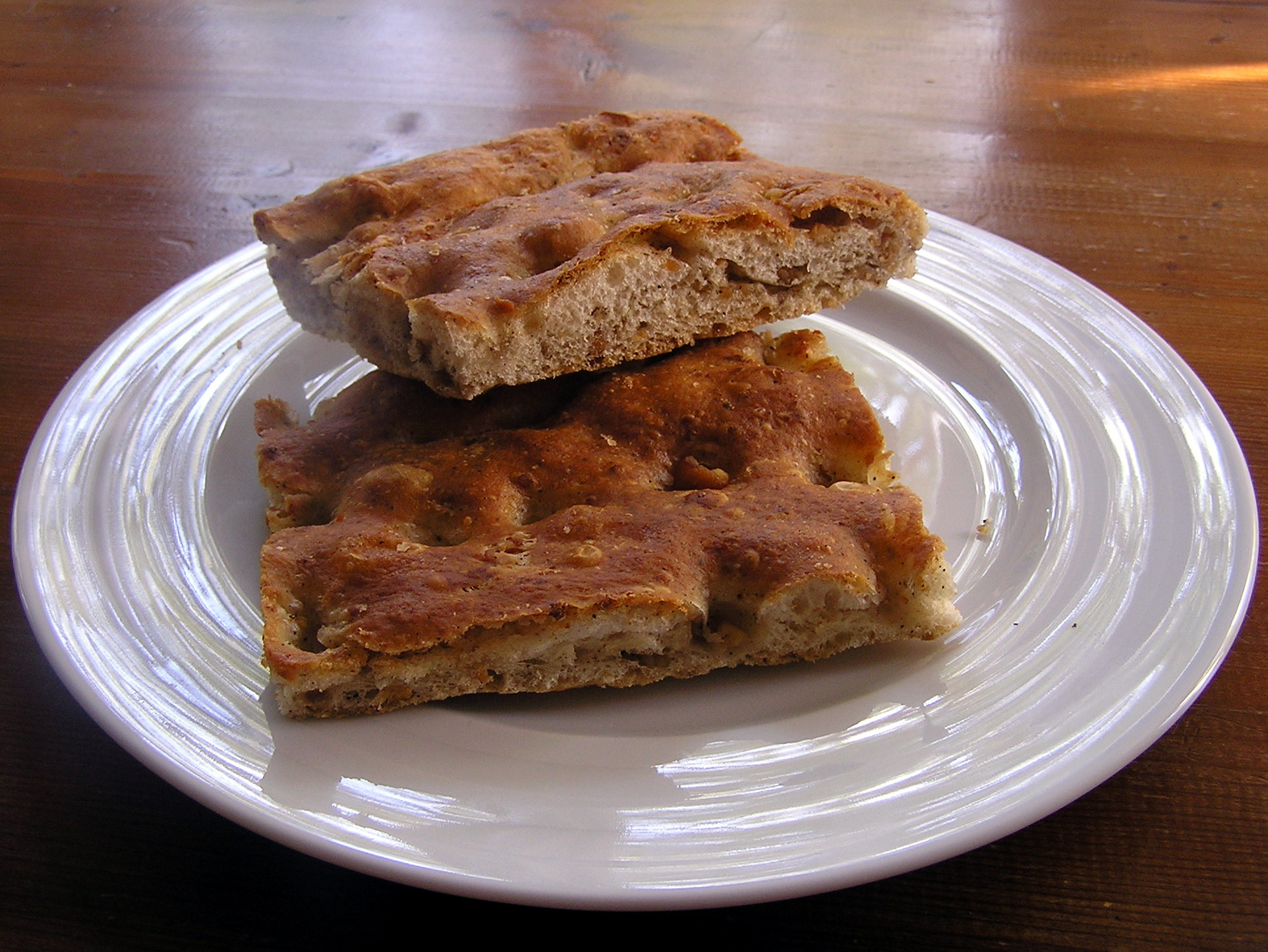
Pizza marchigiana con i grasselli

La pizza tipicamente marchigiana non si trova nelle pizzerie-ristoranti, dove si prepara un tipo di pizza uguale a quello che si trova in altre parti d'Italia. È nelle panetterie e nei negozi di pizza da vendere al taglio che si prepara ancora la pizza marchigiana tipica, erede dell'antica crescia. Con la crescia ha in comune la presenza di olio di oliva o di strutto nell'impasto, quest'ultimo assente nelle pizze di altre regioni; nella cacciannanze ascolana l'olio d'oliva è d'obbligo. Nelle pizzerie al taglio, si vende al pezzo e non a peso come altrove.
Le varianti tradizionali sono quattro: bianca con il rosmarino, bianca alla cipolla, rossa semplice e rossa con la mozzarella, dove per "bianca" e "rossa" si intende rispettivamente senza e con pomodoro. D'inverno si può trovare anche la saporita pizza coi grasselli. È una preparazione invernale in quanto i grasselli sono i residui della fusione dello strutto e perciò sono disponibili solo in concomitanza con la macellazione del maiale, tra novembre e gennaio. La pizza preparata nelle panetterie è più alta e morbida rispetto a quella delle pizzerie al taglio.

### Pizza al tegamino (Torino)

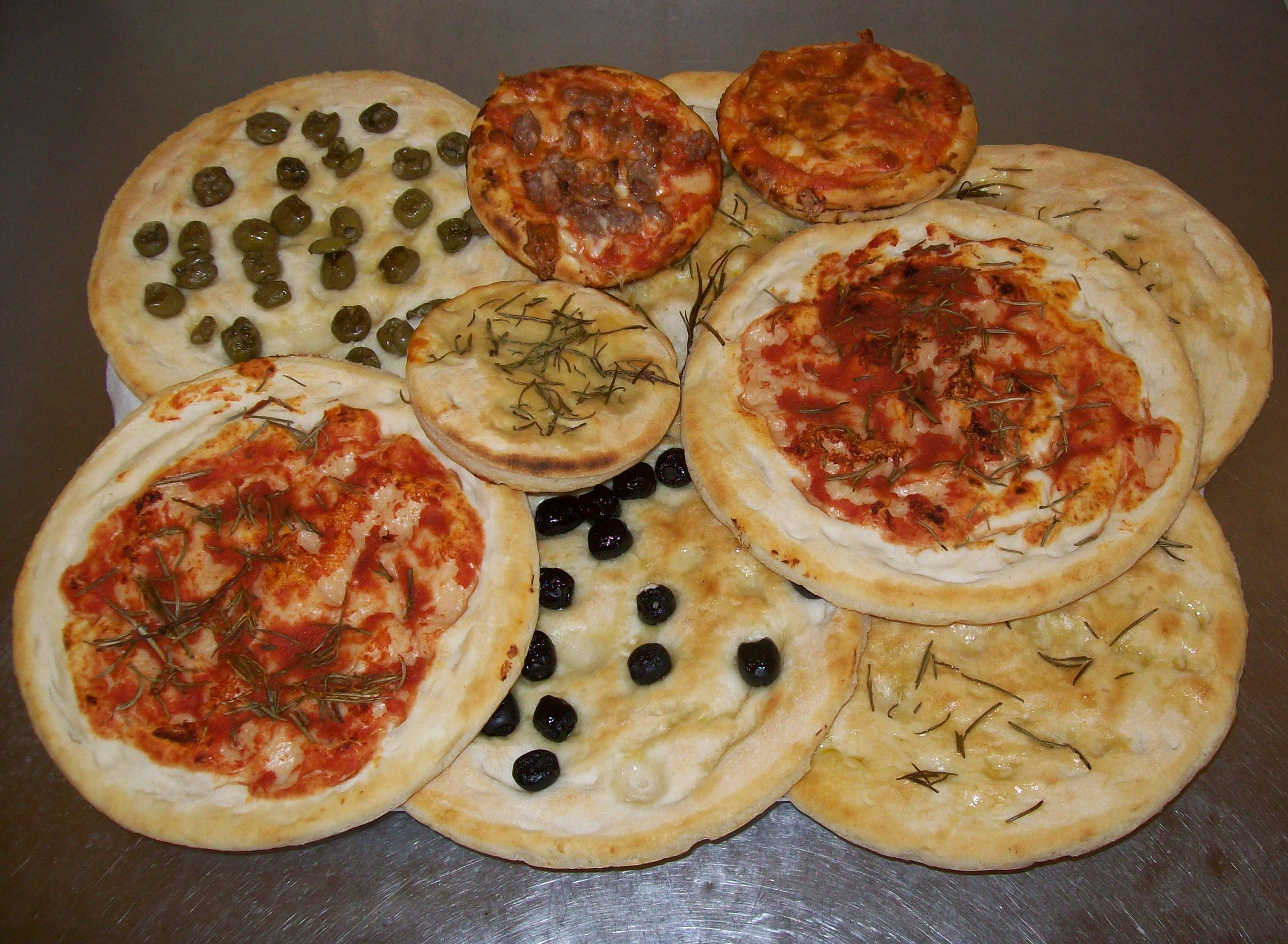
Pizze al tegamino

La pizza al tegamino, o al padellino, è una tipicità culinaria torinese, con impasto a doppia lievitatura e cottura al forno all'interno di un piccolo tegame, precedentemente oliato in funzione antiaderente.

### Pizza al trancio (Milano)
Questo tipo di pizza, da non confondere con la pizze al metro o al taglio (generalmente più basse) è tipica del capoluogo lombardo dove si è diffusa in modo capillare in tutto l'hinterland milanese intorno agli anni 1980, sebbene alcuni locali storici la presentassero già negli anni '50 e '60. La pizza è alta e morbida; viene cotta in teglia, la quantità di pomodoro è solitamente esigua mentre la mozzarella (nella variante asciutta) è molto abbondante e ricopre l'intera pietanza (cornicione compreso), l'impasto è fatto con acqua, farina, sale, olio e lievito di birra. Alcuni addetti ai lavori aggiungono la patata bollita e poi schiacciata alla farina come ingrediente "segreto" per rendere la pizza più colorata e morbida all'interno e leggermente croccante alla base. L'uso di quest'ultimo ingrediente è tipico di alcune focacce e pani delle zone mediterranee d'Italia e si è diffuso a Milano dopo il periodo del boom economico italiano.

## Condimenti
La pizza prevede un'infinità di condimenti possibili; alcuni di essi con il tempo hanno assunto dei veri e propri nomi, che sono divenuti noti tanto quanto la stessa pizza. Tuttavia, il disciplinare STG della pizza napoletana prevede solo due varianti per il condimento: la marinara e la Margherita.

## Varianti

### Calzone

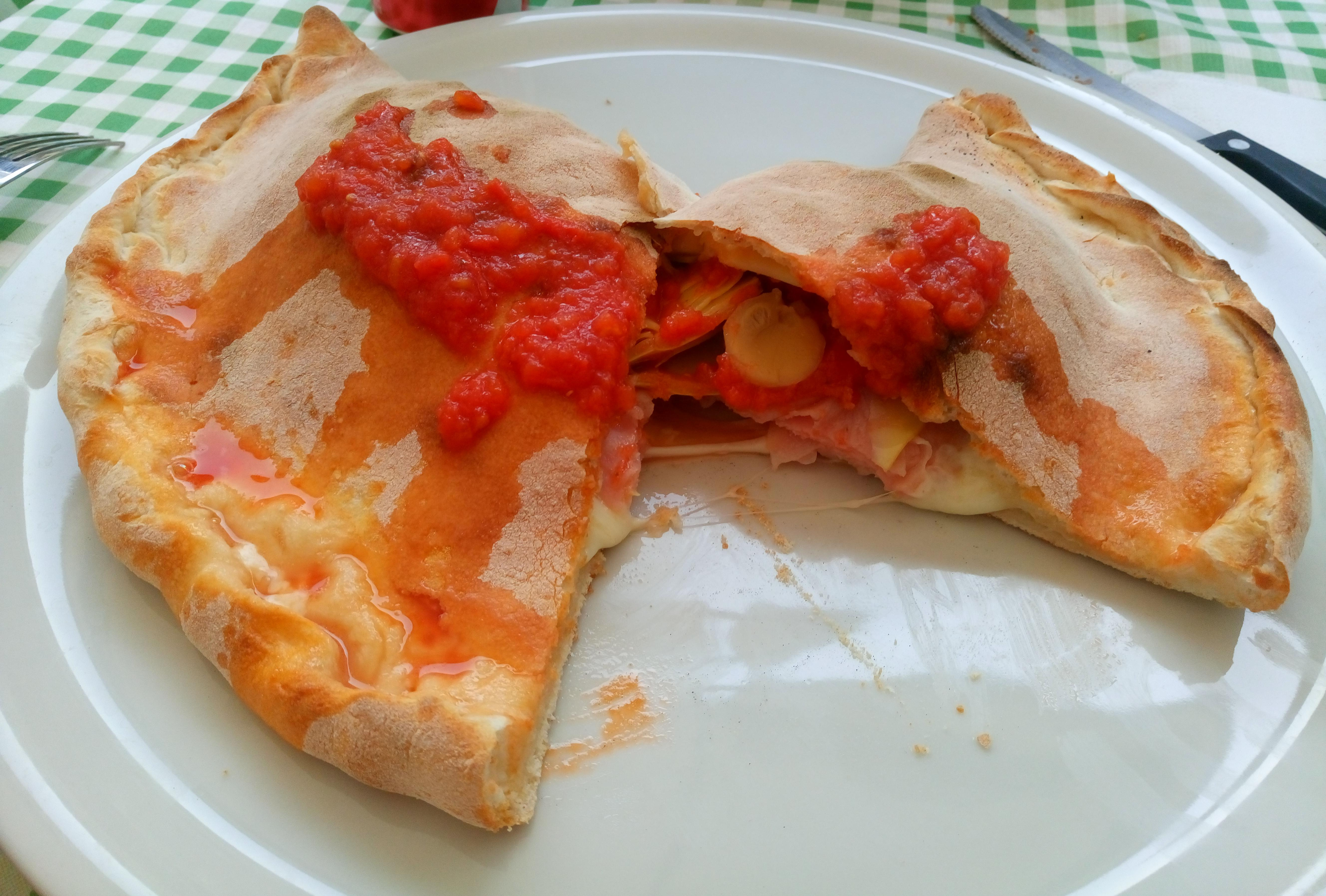
Calzone al forno

A Napoli la cosiddetta pizza chiusa, ossia pizza ben condita e coperta dalla stessa pasta, si chiama anche calzone. In altre regioni come Puglia, Sicilia e Basilicata vi sono altrettante varietà con preparazione e farcitura differenti.

### Pitta chjina

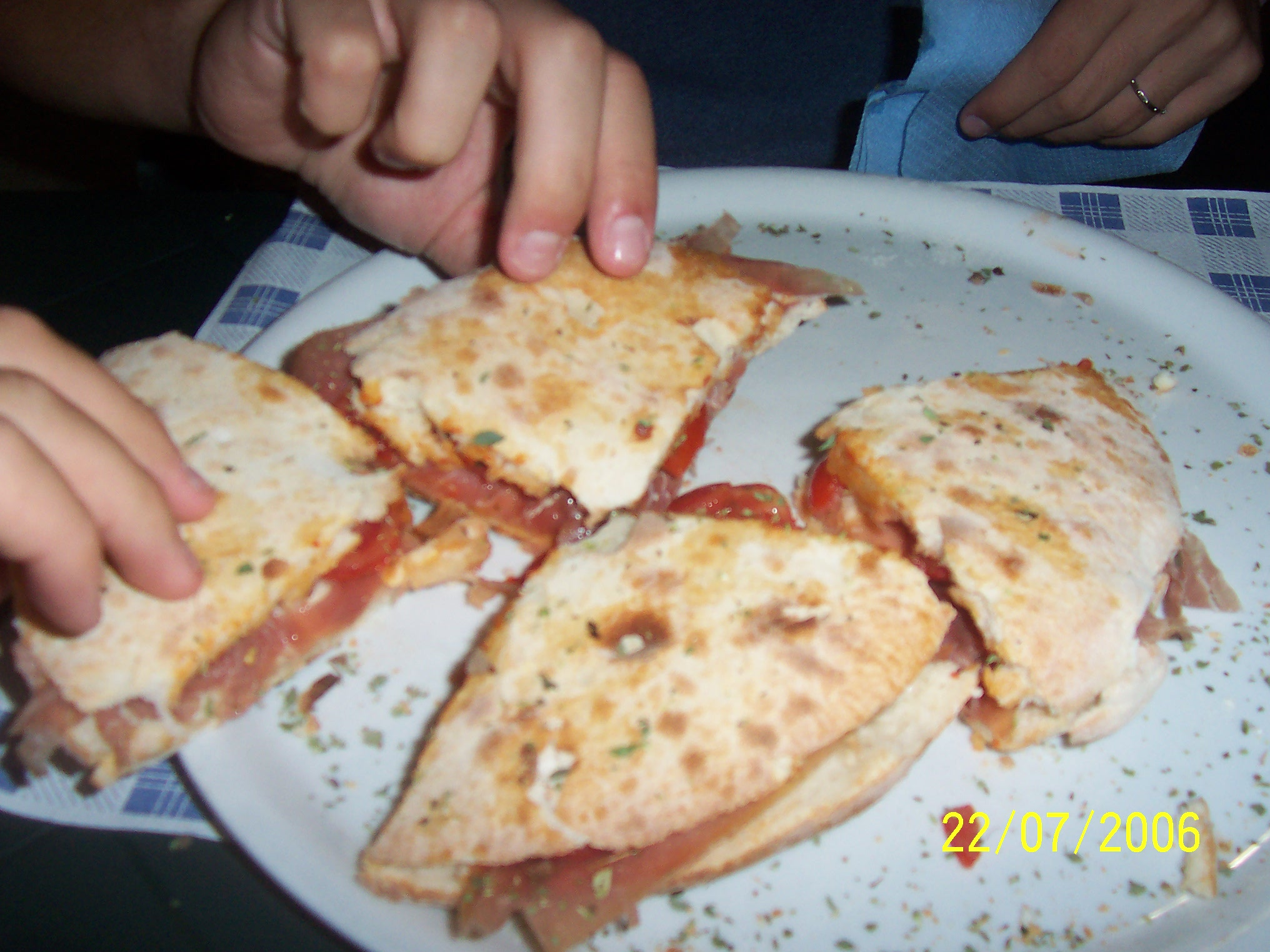
Pitta chjina calabrese

Anche in Calabria si prepara qualcosa di simile quando si inforna il pane. Specie in passato, assieme al pane "normale" per la famiglia, si faceva spesso anche una pitta chjina (pitta ripiena, dove pitta è un nome generale per una forma di pane). Tale prodotto ha l'aspetto di una pizza chiusa, ovvero formata da due strati di pasta con il ripieno al loro interno. Chiamata anche "pizza chiena", "pizza fragula" o "pizza frangula". La denominazione "pizza fragula" era diffusa nelle zone di Contursi Terme e Battipaglia.

### Paposcia di Vico del Gargano

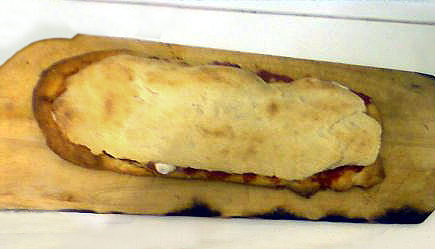
Paposcia ripiena del Gargano

La Paposcia, anche conosciuta come "Paposcjola", chiamata così per la sua forma a pantofola, detta anche "Pizza schett" o "Pizza Vamp", è un piatto tipico del Gargano, territorio pugliese.
Le sue origini si perdono nella notte dei tempi e le motivazioni della sua creazione sono tra le più varie. La motivazioni più diffusa era che gli "antichi", per constatare esattamente la temperatura dei forni, posizionavano nel forno stesso una piccola parte della pasta lavorata. A seconda se questo filone cresceva o meno e a seconda della sua cottura si poteva capire se il forno era pronto. Naturalmente, per non sprecare la pizza panino così ottenuta essa veniva tagliata e riempita con, nella sua forma classica e antica, olio esclusivamente proveniente dal Gargano e pecorino grattugiato locale o con rucola selvatica, pomodori, olio del Gargano e un po' di sale. Di difficile riproduzione in quanto il lievito madre per farla molto spesso consiste in antichi lieviti madre ancora in vita custoditi dagli antichi forni del posto.
Con il tempo, le sue varianti sono state molte fino alla sua variante dolce riempita di cioccolata alla nocciola e la diffusione in tutti i paesi del promontorio del Gargano.
Gli anziani raccontano che intorno al XVI secolo, per non sprecare la pasta che rimaneva attaccata alla madia (la cosiddetta fazzatura), essa veniva utilizzata per creare questo lungo e caratteristico alimento.

### Panzerotto

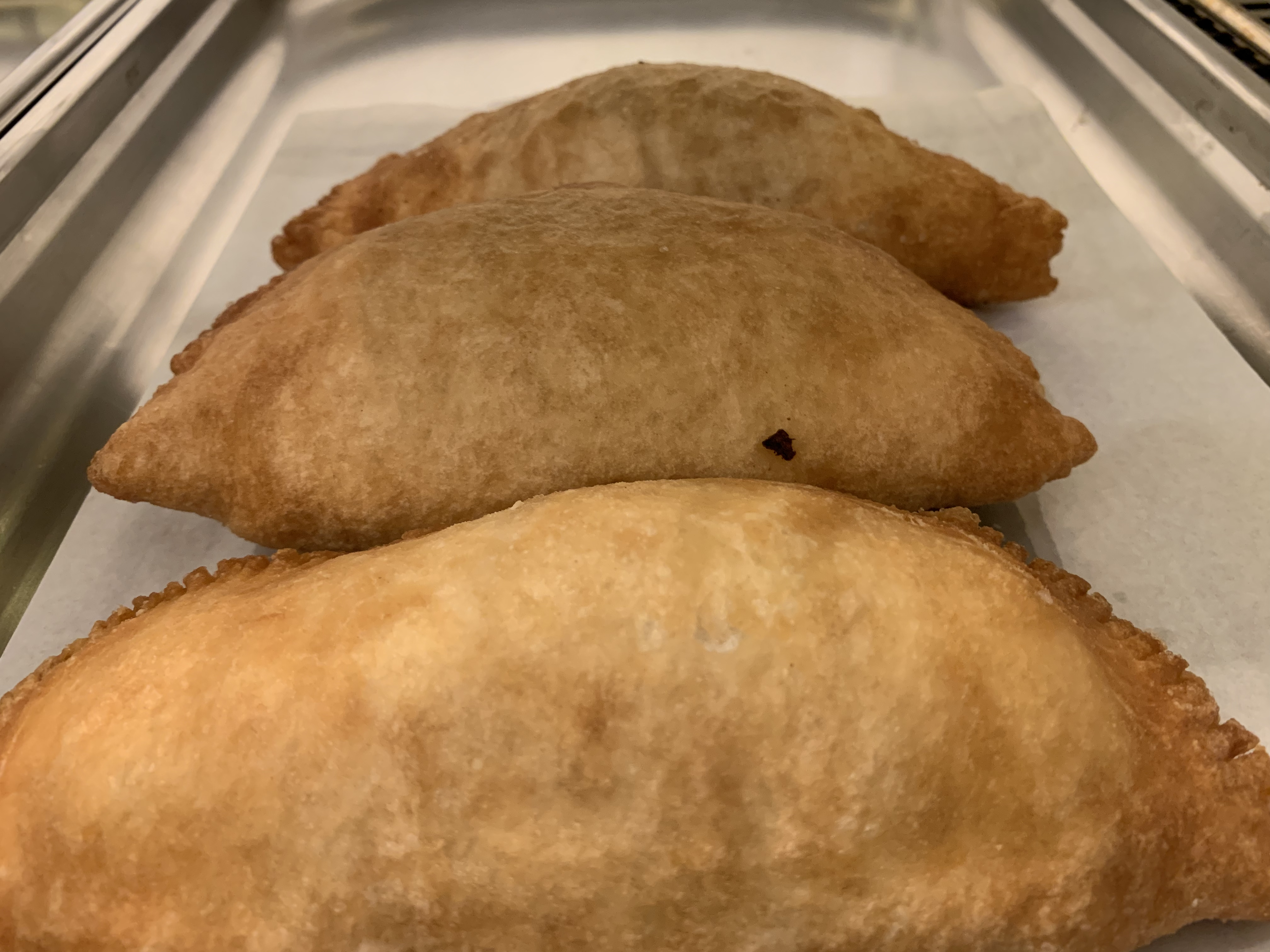
Panzerotti

Il panzerotto è una piccola pizza chiusa. Può essere cotto al forno o fritto in padella. Tipico della rosticceria italiana, è molto diffuso nel Mezzogiorno dove in Puglia e Campania viene chiamato panzerotto, calzone oppure pizza fritta.

### Pizzetta
Come suggerisce il nome, la pizzetta è una variante di dimensioni ridotte della normale pizza. Le pizzette vengono preparate utilizzando il classico impasto per la pizza, quella della focaccia o la pasta sfoglia e contengono ingredienti a piacere. Le dimensioni delle pizzette sono varie e spaziano dalle più piccole, che si presentano come dei salatini del diametro di pochi centimetri a quelle più grandi, di poco più piccole di una pizza tradizionale e che costituiscono un pasto leggero.

## Sperimentazioni e innovazioni

### Pizza con la pasta

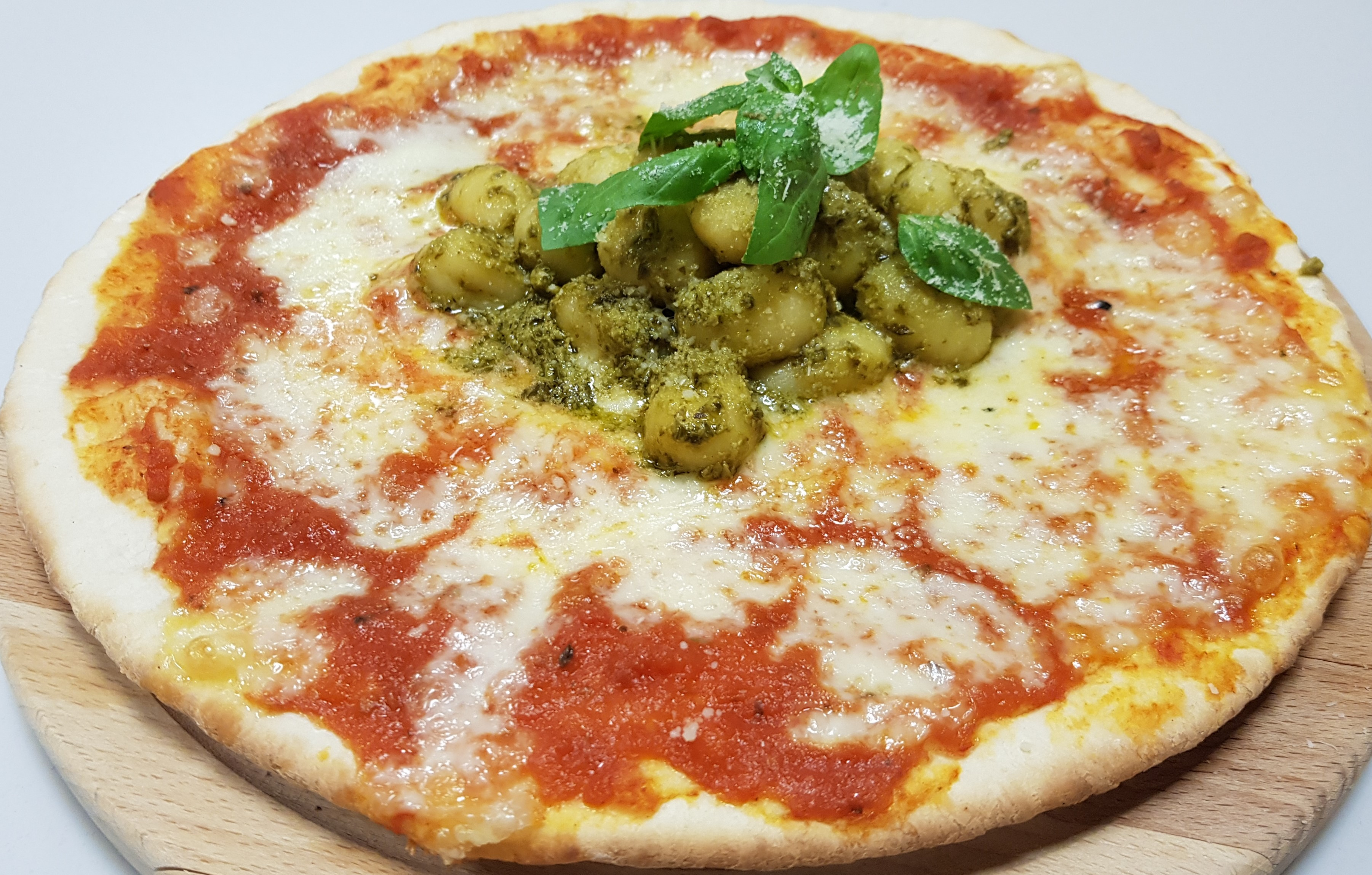
Pizza Margherita con gnocchi al pesto

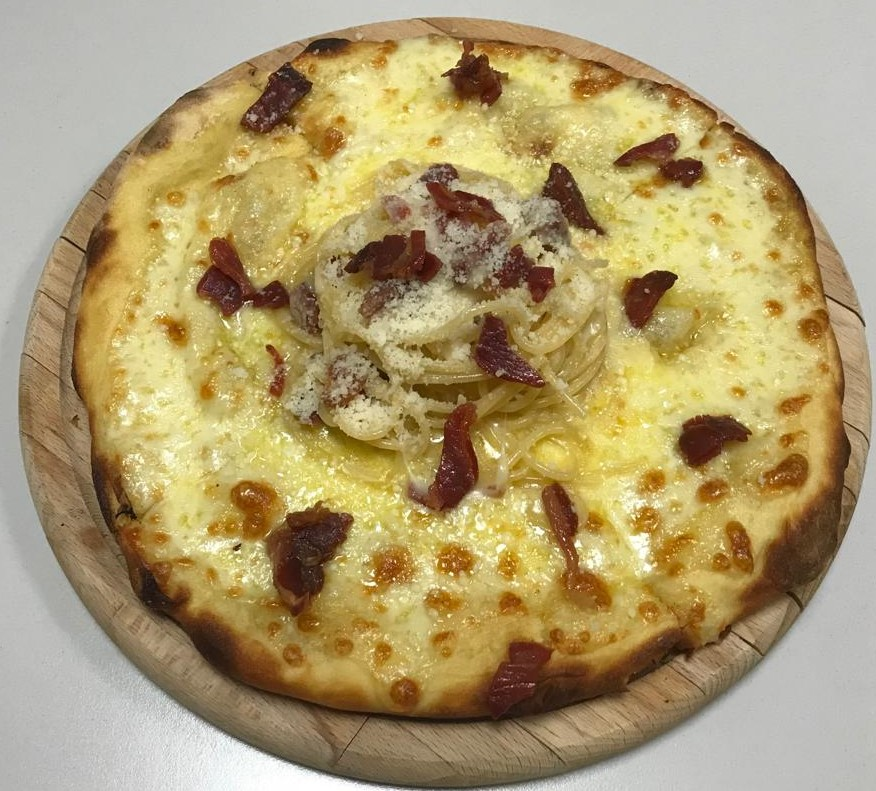
Pizza con spaghetti ai quattro formaggi

Le prime sperimentazioni in tal senso sono avvenute negli Stati Uniti d'America, dove venivano proposte pizze con la pasta su tutta la superficie della pizza.
Nel 2018 in un ristorante di Viterbo, nel Lazio, fu proposta come piatto alla carta con diverse varianti.

### Pizza senza glutine
Negli ultimi anni del XX secolo si è andata affermando anche la pizza senza glutine, preparata con farine senza base di frumento, adatte a chi soffre di celiachia.

### Pizze dolci
In Italia e all'estero sono state proposte anche delle varianti non tradizionali del piatto con una farcia a base di ingredienti dolci e che, a differenza delle pizze salate, sono da considerare dei veri e propri dessert. Le pizze di questo tipo contengono ingredienti zuccherini a piacere che possono trattarsi di frutti, leguminose, creme, confetture, ecc. e possono essere ispirate ad altri dolci.

## Pizza all'estero

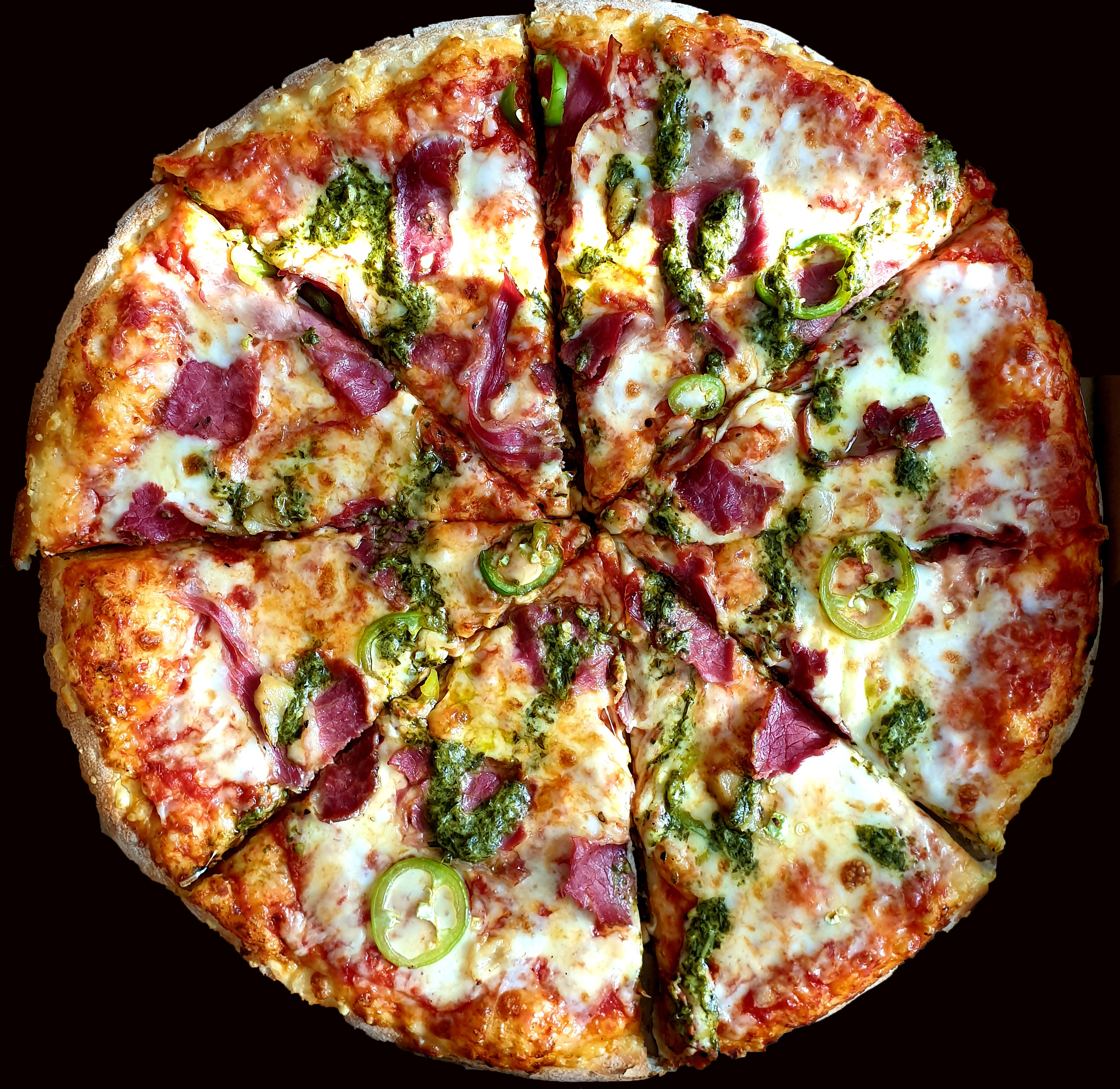
Pizza a Tel Aviv, con salsa di pomodoro, formaggio americano e mozzarella, petto d'oca, aglio, peperoncino e pesto

La pizza all'estero è stata diffusa direttamente dagli emigrati italiani o indirettamente, principalmente per imitazione della pizza diffusa dalla cinematografia statunitense o dalle grandi catene, anch'esse statunitensi.
In Francia le prime pizzerie furono aperte all'inizio del Novecento a Marsiglia in seguito alla forte immigrazione napoletana in questa città.
Il tipo di pizza all'italiana, più o meno attinente alla tradizione comunque prende lentamente piede ed è possibile assaggiarla anche in luoghi dove originariamente non era presente.

### Pizza argentina
In Argentina la pizza viene consumata in tutto il paese, soprattutto a Buenos Aires, città che conta una grande percentuale di oriundi italiani e che ha il maggior numero di pizzerie per abitante nel mondo. Si caratterizza per la "media masa" (pasta di base più spessa) e per l'abbondanza di mozzarella, fino ai bordi, tanto che diventa dorata e gratinata, così come l'accompagnamento con la "fainá" (farinata di ceci) e vino moscato. Tra le pizzerie storiche ci sono Banchero, fondata nel 1932, nel panificio installato dal genovese Agustín Banchero nel 1893, dove il figlio Juan inventò la "fugazza" e la "fugazzetta, e nacque l'usanza di accompagnarla con la "fainá",   e pizzeria Güerrín, la cui pizza è considerata tra le migliori al mondo, con una produzione media giornaliera di mille unità, che arriva a 1 500nei fine settimana. A Buenos Aires è molto apprezzata anche una variante conosciuta come "pizza de campo", molto simile alla pizza ai frutti di mare, fatta con pasta ricoperta di salsa di pomodoro, senza formaggio e fortemente condita, che è stata creata da venditori ambulanti dopo le partite di calcio.

### Pizza statunitense
Negli Stati Uniti d'America la pizza ha avuto una sua evoluzione particolare, per adattarsi alla differenza o carenza di alcuni ingredienti e al diverso gusto degli americani, fino alla pizza all'americana contraddistinta dalla morbidezza, dallo spessore e dal condimento sempre abbondante. Non raramente all'impasto vengono aggiunti burro o margarina (o altri tipi di grassi) e zucchero. Tra queste annoveriamo la pizza newyorchese, la pizza di Chicago e la pizza californiana. Uno degli ingredienti più usati per la pizza negli Stati Uniti è la salsiccia americana piccante chiamata pepperoni. La pizza hawaiana, invece, non ha niente a che fare con le Hawaii e gli Stati Uniti, come il suo nome potrebbe fare credere: il suo paese di origine infatti è il Canada e sarebbe stata realizzata per la prima volta dal cuoco greco Sotirios Panopoulos.

## Valori nutrizionali
La più celebre delle pizze, la pizza margherita, contiene varie sostanze nutrienti: i carboidrati sotto forma di amido (nella farina), i lipidi vegetali dell'olio extravergine d'oliva e quelli animali della mozzarella di bufala o fior di latte, proteine animali (ancora dalla mozzarella).
Queste indubbie qualità non devono però far dimenticare che la pizza non è un alimento ipocalorico adatto a qualunque regime dietetico: una margherita del peso di 300 g dà un apporto di oltre 800 calorie peraltro molto sbilanciate a favore dei carboidrati (circa 75%).

## Impasto
Molto importante nella pizza, oltre che la qualità degli ingredienti, è la giusta maturazione e lievitazione. La maturazione è il processo necessario affinché l'amido contenuto nella farina (polisaccaride) venga da alcuni enzimi (alfa- e beta-amilasi) scisso in zuccheri semplici, questo fa sì che la pizza, ben maturata, risulti digeribile. Mentre il lievito di birra compie il suo lavoro producendo nell'impasto anidride carbonica e gas nobili, da qui, la lievitazione, cioè il raddoppio del volume che avviene nell'impasto.

## Dove si mangia la pizza

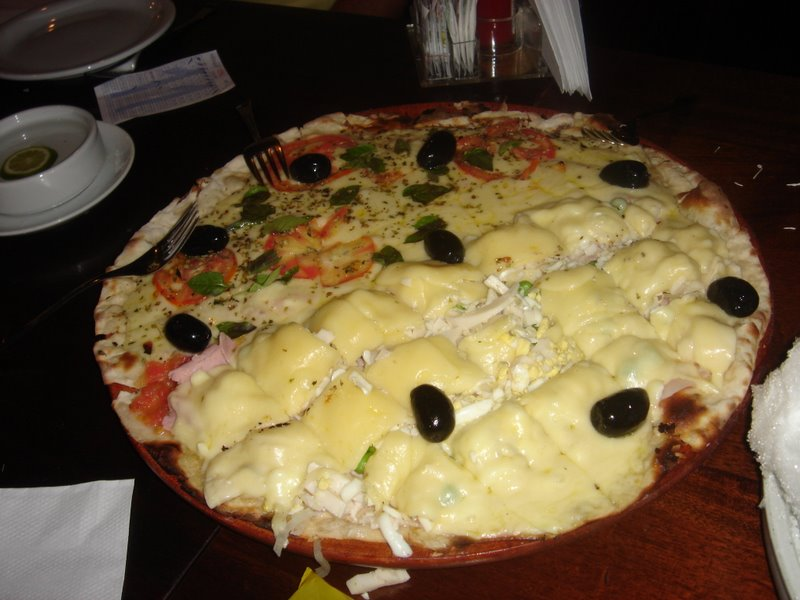
Pizza brasiliana

I luoghi dove si cucina e si consuma la pizza si chiamano pizzerie.
L'Antica Pizzeria Port'Alba, nel centro storico di Napoli, è valutata come la prima pizzeria del mondo.
A causa della forte immigrazione e influenza italiane, la città con il più alto numero di pizzerie nel mondo è la città di New York seguita da San Paolo in Brasile. In quest'ultima città le pizze hanno spesso guarnizioni derivanti dalla gastronomia locale, come il palmito e il catupiry, un formaggio cremoso.
Negli Stati Uniti d'America e in varie parti del mondo esistono numerose catene di pizzerie; una delle maggiori catene in franchising è Pizza Hut la quale ha aperto propri ristoranti in 86 paesi del mondo ma non in Italia. Dal 1999 è attiva in Italia la catena Spizzico, collegata al marchio Autogrill, che propone un concetto a metà strada tra la pizzeria e il fast food tipico del Nordamerica. In Spagna e Portogallo è popolare Telepizza, che effettua anche consegne a domicilio.
La pizza è stata accolta favorevolmente anche in Asia. Per esempio in Giappone, dove oltre alla pizza delle grandi catene americane e a nuove forme di pizza locali, è possibile trovare anche la pizza artigianale prodotta secondo standard qualitativi italiani.

## Legislazione europea
Il 9 dicembre 2009 l'Unione europea, su richiesta del parlamento italiano, ha concesso la denominazione di specialità tradizionale garantita (STG) a salvaguardare la tradizionale pizza napoletana, in particolare la "Margherita" e la "marinara".

## Statistiche
Secondo uno studio dell'Accademia Pizzaioli, in Italia sono presenti circa 75 500 pizzerie: 28 000 pizzerie artigianali da asporto e al taglio, 43 000 ristoranti-pizzerie e 4 500 alberghi con pizzerie-ristoranti, con una media di 80 pizze sfornate al giorno, che ne fanno un totale di 6 040 000 pizze prodotte al giorno, 157 040 000 al mese e 1 884 480 000 all'anno.
Con un chilo di farina si producono circa otto pizze, dunque vengono utilizzate 755 tonnellate di farina al giorno, 19 630 tonnellate al mese e 235 560 tonnellate all'anno. Per quanto riguarda i condimenti, il consumo di pomodoro e mozzarella è pressoché identico, con 8 chilogrammi al giorno, 208 chilogrammi al mese e 2,5 tonnellate all'anno per entrambi gli ingredienti per singolo rivenditore.

## Record
- La pizza più lunga al mondo (1,93 chilometri) è stata realizzata il 10 giugno 2017 a Fontana, in California. Secondo il Guinness dei primati sono state utilizzate 8,85 tonnellate di farina, 2,5 tonnellate di salsa di pomodoro e 2 tonnellate di mozzarella ed è stata preparata in 54 ore (40 ore per preparare fogli di impasto già pronti e stesi, più 14 ore per cuocerli a più riprese) da un team di oltre 100 cuochi. Il precedente record venne stabilito il 9 maggio 2016 sul lungomare di Napoli, con una lunghezza di 1853,88 m in un totale di 9 ore.[76][77]
- La più grande pizza mai prodotta è quella dell'ipermercato Norwood Pick 'n Pay (Johannesburg, Sudafrica). Secondo il Guinness dei primati la pizza – preparata nel 1990 con 500 kg di farina, 800 kg di formaggio e 900 kg di salsa di pomodoro – aveva un diametro di oltre 37 metri.[78]
- A Feltham il nuovo record per la più distante consegna di pizza spetta a Lucy Clough. Una pizza è stata cotta il 17 novembre 2004 e ha percorso una distanza di 16 949 km per essere consegnata in Ramsey Street, a Melbourne, il 19 novembre 2004. Il record è presente nell'edizione 2006 del Guinness dei primati.[79]